# جایزه بزرگ سنگاپور ۲۰۱۵
جایزه بزرگ سنگاپور ۲۰۱۵ (انگلیسی: ‎2015 Singapore Grand Prix‎) یک مسابقهٔ موتوری در رشتهٔ اتومبیل‌رانی فرمول یک بود که در تاریخ ۲۰ سپتامبر ۲۰۱۵ در پیست خیابانی مارینا بی واقع در سنگاپور، سنگاپور برگزار شد. این گراند پری در میان ۱۹ گراند پری در فصل ۲۰۱۵، مسابقهٔ شمارهٔ ۱۳ بود.
در این مسابقه که در ۶۱ دور و به مسافت ۳۰۸٫۸۲۸ کیلومتر (۱۹۱٫۸۹۷ مایل) برگزار شد، پول پوزیشن توسط سباستیان فتل کسب شد و سریع‌ترین زمان برای طی یک دور پیست که برابر با ۱:۵۰٫۰۴۱ بود نیز توسط دنیل ریکاردو به ثبت رسید.
سباستیان فتل از تیم فراری، دنیل ریکاردو از تیم رد بول ریسینگ-رنو و کیمی رایکونن از تیم فراری به‌ترتیب مقام‌های اول تا سوم مسابقه را کسب کردند.

## رده‌بندی قهرمانی پس از مسابقه
|       | جایگاه | راننده        | امتیاز |
| ----- | ------ | ------------- | ------ |
|       | ۱      | لوئیز همیلتون | ۲۵۲    |
|       | ۲      | نیکو رزبرگ    | ۲۱۱    |
|       | ۳      | سباستیان فتل  | ۲۰۳    |
| ۱     | ۴      | کیمی رایکونن  | ۱۰۷    |
| ۱     | ۵      | والتری بوتاس  | ۱۰۱    |
| منبع: |        |               |        |

|       | جایگاه | سازنده            | امتیاز |
| ----- | ------ | ----------------- | ------ |
|       | ۱      | مرسدس             | ۴۶۳    |
|       | ۲      | فراری             | ۳۱۰    |
|       | ۳      | ویلیامز-مرسدس     | ۱۹۸    |
|       | ۴      | رد بول ریسینگ-رنو | ۱۳۹    |
|       | ۵      | فورس ایندیا-مرسدس | ۶۹     |
| منبع: |        |                   |        |

یادداشت
- تنها پنج جایگاه نخست از هر رده‌بندی نمایش داده شده‌است.